# Bahnstrecke Manisa–Bandırma
| Streckenlänge: | 275,7 km             |                                             |                                             |
| Spurweite: | 1435 mm (Normalspur) |                                             |                                             |
| |                      |                                             |                                             |
| \| \| \| Bahnstrecke Izmir–Afyonkarahisar von Izmir \| \| \| \| 0 \| Manisa \| Manisa \| \| \| \| Bahnstrecke Izmir–Afyonkarahisar nach Afyon \| \| \| \| 6,6 \| Mahmudiye \| Mahmudiye \| \| \| 11,6 \| Karaağaçlı \| Karaağaçlı \| \| \| 15,3 \| Yılmaz \| Yılmaz \| \| \| 18,6 \| Saruhanlı \| Saruhanlı \| \| \| 21,7 \| Hacırahmanlı \| Hacırahmanlı \| \| \| 24,1 \| İshakçelebi \| İshakçelebi \| \| \| 34,4 \| Km 100 + 430 \| Km 100 + 430 \| \| \| 37,3 \| Kayışlar \| Kayışlar \| \| \| 41,6 \| Kapaklı \| Kapaklı \| \| \| 44,9 \| Çiftlik \| Çiftlik \| \| \| 51,4 \| Akhısar \| Akhısar \| \| \| 55,8 \| Medar \| Medar \| \| \| 59,6 \| Süleymanlı \| Süleymanlı \| \| \| 62,0 \| Sünnetciler \| Sünnetciler \| \| \| 66,5 \| Cobanhasan \| Cobanhasan \| \| \| 70,2 \| Bakır \| Bakır \| \| \| 80,9 \| Kırkağaç \| Kırkağaç \| \| \| 92,5 \| Soma \| Soma \| \| \| 98,6 \| Kadınköy \| Kadınköy \| \| \| 106,8 \| Beyce \| Beyce \| \| \| 110,8 \| Yagcilli \| Yagcilli \| \| \| 119,9 \| Savaştepe \| Savaştepe \| \| \| 127,8 \| Çalıköy \| Çalıköy \| \| \| 137,6 \| Mecidiyeky \| Mecidiyeky \| \| \| 141,7 \| Soğucak \| Soğucak \| \| \| 143,6 \| Yenidere \| Yenidere \| \| \| 148,2 \| Km 214 + 200 \| Km 214 + 200 \| \| \| 152,9 \| Bahçedere \| Bahçedere \| \| \| 157,8 \| Çukurhüseyin \| Çukurhüseyin \| \| \| 165,1 \| Gökköy \| Gökköy \| \| \| 170,9 \| Çimento Fabrıkası \| Çimento Fabrıkası \| \| \| 174,7 \| Balıkesir \| Balıkesir \| \| \| \| Bahnstrecke Balıkesir–Alayunt \| \| \| \| 6,7 \| Ayşebacı \| Ayşebacı \| \| \| 17,3 \| Ayvatlar \| Ayvatlar \| \| \| 22,0 \| Yeniköy \| Yeniköy \| \| \| 29,5 \| Gökçedere \| Gökçedere \| \| \| 32,5 \| Ömerköy \| Ömerköy \| \| \| 37,6 \| Söğütçayın \| Söğütçayın \| \| \| 45,4 \| Susurluk \| Susurluk \| \| \| \| Susurluk Şeker Fabrikası (Anschlussgleis) \| \| \| \| 49,4 \| Şekerli \| Şekerli \| \| \| 53,6 \| Mustafakemalpaşa \| Mustafakemalpaşa \| \| \| 61,2 \| Okçugöl \| Okçugöl \| \| \| 67,5 \| Pınar \| Pınar \| \| \| 73,1 \| Aksakal \| Aksakal \| \| \| 87,9 \| Siğirci \| Siğirci \| \| \| 97,7 \| Kuşcenneti \| Kuşcenneti \| \| \| 100,5 \| Bandırma Gar \| Bandırma Gar \| \| \| 101,0 \| Bandırma Şehir \| Bandırma Şehir \| \| \| \| \| \| \| \| \| Istanbul \| \| |                      |                                             |                                             |
| Strecke |                      | Bahnstrecke Izmir–Afyonkarahisar von Izmir  | Bahnstrecke Izmir–Afyonkarahisar von Izmir  |
| Bahnhof | 0                    | Manisa                                      | Manisa                                      |
| Abzweig geradeaus und nach rechts |                      | Bahnstrecke Izmir–Afyonkarahisar nach Afyon | Bahnstrecke Izmir–Afyonkarahisar nach Afyon |
| Bahnhof | 6,6                  | Mahmudiye                                   | Mahmudiye                                   |
| Bahnhof | 11,6                 | Karaağaçlı                                  | Karaağaçlı                                  |
| ehemaliger Bahnhof | 15,3                 | Yılmaz                                      | Yılmaz                                      |
| Bahnhof | 18,6                 | Saruhanlı                                   | Saruhanlı                                   |
| Bahnhof | 21,7                 | Hacırahmanlı                                | Hacırahmanlı                                |
| Bahnhof | 24,1                 | İshakçelebi                                 | İshakçelebi                                 |
| Bahnhof | 34,4                 | Km 100 + 430                                | Km 100 + 430                                |
| Bahnhof | 37,3                 | Kayışlar                                    | Kayışlar                                    |
| Bahnhof | 41,6                 | Kapaklı                                     | Kapaklı                                     |
| ehemaliger Bahnhof | 44,9                 | Çiftlik                                     | Çiftlik                                     |
| Bahnhof | 51,4                 | Akhısar                                     | Akhısar                                     |
| ehemaliger Bahnhof | 55,8                 | Medar                                       | Medar                                       |
| Bahnhof | 59,6                 | Süleymanlı                                  | Süleymanlı                                  |
| Bahnhof | 62,0                 | Sünnetciler                                 | Sünnetciler                                 |
| Bahnhof | 66,5                 | Cobanhasan                                  | Cobanhasan                                  |
| Bahnhof | 70,2                 | Bakır                                       | Bakır                                       |
| Bahnhof | 80,9                 | Kırkağaç                                    | Kırkağaç                                    |
| Bahnhof | 92,5                 | Soma                                        | Soma                                        |
| ehemaliger Bahnhof | 98,6                 | Kadınköy                                    | Kadınköy                                    |
| Bahnhof | 106,8                | Beyce                                       | Beyce                                       |
| ehemaliger Bahnhof | 110,8                | Yagcilli                                    | Yagcilli                                    |
| Bahnhof | 119,9                | Savaştepe                                   | Savaştepe                                   |
| Bahnhof | 127,8                | Çalıköy                                     | Çalıköy                                     |
| ehemaliger Bahnhof | 137,6                | Mecidiyeky                                  | Mecidiyeky                                  |
| Bahnhof | 141,7                | Soğucak                                     | Soğucak                                     |
| ehemaliger Bahnhof | 143,6                | Yenidere                                    | Yenidere                                    |
| Bahnhof | 148,2                | Km 214 + 200                                | Km 214 + 200                                |
| ehemaliger Bahnhof | 152,9                | Bahçedere                                   | Bahçedere                                   |
| Bahnhof | 157,8                | Çukurhüseyin                                | Çukurhüseyin                                |
| Bahnhof | 165,1                | Gökköy                                      | Gökköy                                      |
| Bahnhof | 170,9                | Çimento Fabrıkası                           | Çimento Fabrıkası                           |
| Bahnhof | 174,7                | Balıkesir                                   | Balıkesir                                   |
| Abzweig geradeaus, nach rechts und von rechts |                      | Bahnstrecke Balıkesir–Alayunt               | Bahnstrecke Balıkesir–Alayunt               |
| ehemaliger Bahnhof | 6,7                  | Ayşebacı                                    | Ayşebacı                                    |
| ehemaliger Bahnhof | 17,3                 | Ayvatlar                                    | Ayvatlar                                    |
| Bahnhof | 22,0                 | Yeniköy                                     | Yeniköy                                     |
| ehemaliger Bahnhof | 29,5                 | Gökçedere                                   | Gökçedere                                   |
| Bahnhof | 32,5                 | Ömerköy                                     | Ömerköy                                     |
| ehemaliger Bahnhof | 37,6                 | Söğütçayın                                  | Söğütçayın                                  |
| Bahnhof | 45,4                 | Susurluk                                    | Susurluk                                    |
| Abzweig geradeaus und nach rechts |                      | Susurluk Şeker Fabrikası (Anschlussgleis)   | Susurluk Şeker Fabrikası (Anschlussgleis)   |
| Bahnhof | 49,4                 | Şekerli                                     | Şekerli                                     |
| Bahnhof | 53,6                 | Mustafakemalpaşa                            | Mustafakemalpaşa                            |
| Bahnhof | 61,2                 | Okçugöl                                     | Okçugöl                                     |
| ehemaliger Bahnhof | 67,5                 | Pınar                                       | Pınar                                       |
| Bahnhof | 73,1                 | Aksakal                                     | Aksakal                                     |
| Bahnhof | 87,9                 | Siğirci                                     | Siğirci                                     |
| Bahnhof | 97,7                 | Kuşcenneti                                  | Kuşcenneti                                  |
| Bahnhof | 100,5                | Bandırma Gar                                | Bandırma Gar                                |
| Kopfbahnhof Streckenende | 101,0                | Bandırma Şehir                              | Bandırma Şehir                              |
| |                      |                                             |                                             |
| Kopfbahnhof Streckenanfang |                      | Istanbul                                    | Istanbul                                    |

Die Bahnstrecke Manisa–Bandırma bildet einen Teil der kürzesten Eisenbahnverbindung zwischen Istanbul und Izmir in der Türkei.

## Geschichte
Der Bau der Eisenbahnstrecke wurde als Teil des Netzes von The Smyrna Cassaba Railway (SCR) und als Abzweig von deren Hauptstrecke Izmir–Afyon begonnen. Die SCR befand sich in erheblichen finanziellen Schwierigkeiten, so dass der Bau des ersten 92,5 km langen Abschnitts von Manisa nach Soma zwar von der SCR durchgeführt, aber ebenso wie der Betrieb der Strecke vom Staat bezahlt wurde. Dieser erste Abschnitt war seit Mai 1890 für den Verkehr freigegeben. Das Netz der SCR wurde 1893 der Société Ottomane du Chemin de fer de Smyrne-Cassaba et Prolongements (SCP) übertragen, die dann den nördlichen Abschnitt der Strecke bis Bandırma am Marmarameer fertigstellte (183,2 km), der 1912 in Betrieb ging. Vom Hafen der Stadt aus besteht eine Fährverbindung nach Istanbul (damals: Konstantinopel). Die SCP konnte so die schnellste Verbindung zwischen Izmir (damals: Smyrna) und Konstantinopel, der Hauptstadt des Osmanischen Reichs, anbieten. Diese Strecke war das letzte größere Projekt, das die SCP verwirklichte. Die Strecke wies nur einen relativ leichten Oberbau auf. Eine Achslast von 13,5 Tonnen durfte noch 1934 nicht überschritten werden.
Die SCP – und damit auch deren Strecke Manisa–Bandırma – wurde zum 1. Juni 1934 von der türkischen Staatsbahn Türkiye Cumhuriyeti Devlet Demiryolları (TCDD) übernommen, da die Türkische Republik bestrebt war, schrittweisen alle Bahngesellschaften in der Türkei zu verstaatlichen.

## Verkehr

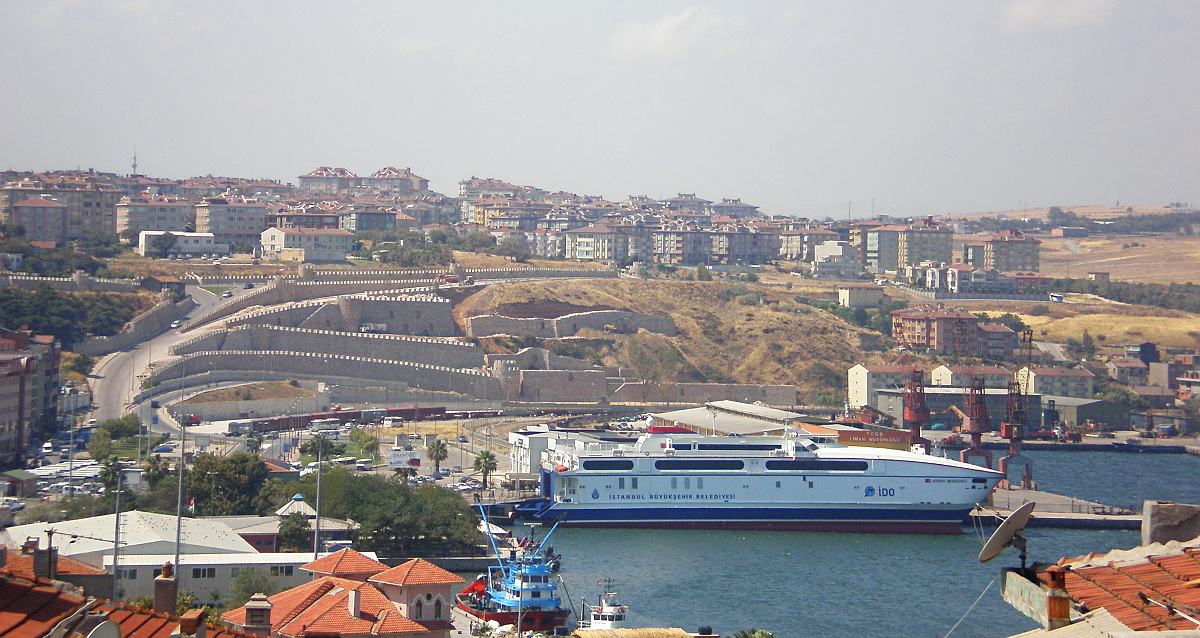
Fähre nach Istanbul im Hafen von Bandırma

Die Verbindung wird zurzeit in der Regel zweimal täglich angeboten. Die Fährstrecke bedienen heute Hochgeschwindigkeitsboote, die sie in etwa zwei Stunden zurücklegen. Die Anschlusszüge benötigen für die 336 km lange Strecke zwischen Izmir und Bandırma etwa sechs Stunden.

## Planung
Eine Hochgeschwindigkeitsstrecke Izmir–Bursa ist geplant, die den Verkehr der Bestandsstrecke Manisa–Bandırma, auch in Richtung Istanbul, weitgehend übernehmen soll.